# Ocrepeira hondura
Ocrepeira hondura là một loài nhện trong họ Araneidae.
Loài này thuộc chi Ocrepeira. Ocrepeira hondura được Herbert Walter Levi miêu tả năm 1993.